# Il mistero degli specchi
Il mistero degli specchi (Corridor of Mirrors) è un film del 1948 diretto da Terence Young.
Questo film segna l'esordio sul grande schermo di Christopher Lee.

## Trama
Un collezionista d'arte molto eccentrico Paul Mangin, crede che la donna rappresentata in un dipinto risalente all'epoca rinascimentale e da lui stesso acquistato a Venezia, sia la donna da lui amata. Paul Mangin sarà poi accusato di un omicidio da lui non commesso.